# بوت‌لیفت
«بوت‌لیفت» یا انتقال پناه‌جویان با قایق (به انگلیسی: The Boatlift) آلبومی از پیت‌بول است که در سال ۲۰۰۷ میلادی توسط آرشام مه پیکر منتشر شد.